# 佐岡村
佐岡村（さおかむら）は、高知県香美郡にあった村。現在の香美市の南東部、物部川の中流右岸にあたる。

## 地理
- 河川：物部川

## 歴史
- 1889年（明治22年）4月1日 - 町村制の施行により、近世以来の佐岡村が単独で自治体を形成。
- 1896年（明治29年） - 大字本村・佐野・大平・有谷・佐竹・中後入・西後入・大後入を設置。
- 1954年（昭和29年）9月1日 - 山田町・片地村・大楠植村・明治村・長岡郡新改村と合併して土佐山田町が発足。同日佐岡村廃止。

## 行政

### 歴代村長
| 初代   | 森田則作     | 1889年（明治22年）5月                |
| 2代目  | 西山平蔵     | 1893年（明治26年）10月               |
| 3代目  | 吉村実三郎   | 1894年（明治27年）2月                |
| 4代目  | 長谷川久万吉 | 1895年（明治28年）6月                |
| 5代目  | 竹内勇       | 1896年（明治29年）3月                |
| 6代目  | 西山平蔵     | 1899年（明治32年）12月               |
| 7代目  | 小松盛緑     | 1902年（明治35年）4月                |
| 8代目  | 佐藤当吉     | 1906年（明治39年）2月                |
| 9代目  | 十市羆       | 1907年（明治40年）8月                |
| 10代目 | 倉橋利太郎   | 1910年（明治43年）8月                |
| 11代目 | 加藤巌       | 1913年（大正2年）1月                 |
| 12代目 | 黒瀬十五弥   | 1916年（大正5年）9月                 |
| 13代目 | 黒瀬十五弥   | 1917年（大正6年）3月                 |
| 14代目 | 岩崎頼吉     | 1917年（大正6年）6月                 |
| 15代目 | 松村亀太郎   | 1918年（大正7年）9月                 |
| 16代目 | 小松信       | 1920年（大正9年）4月                 |
| 17代目 | 山崎導寿     | 1924年（大正13年）4月                |
| 18代目 | 吉村長十郎   | 1927年（昭和2年）2月                 |
| 19代目 | 倉橋稔       | 1928年（昭和3年）12月                |
| 20代目 | 小川八蔵     | 1931年（昭和6年）3月                 |
| 21代目 | 門脇美寿     | 1933年（昭和8年）4月                 |
| 22代目 | 吉村今重     | 1935年（昭和10年）2月                |
| 23代目 | 原重吉       | 1939年（昭和14年）3月                |
| 24代目 | 森田保       | 1940年（昭和15年）8月                |
| 25代目 | 森田保       | 1943年（昭和18年）2月                |
| 26代目 | 中内清泉     | 1946年（昭和21年）10月               |
| 27代目 | 中内清泉     | 1947年（昭和22年）4月                |
| 28代目 | 中内清泉     | 1951年（昭和26年）4月                |
| 29代目 | 桂井頼義     | 1954年（昭和29年）1月 - 町村合併まで |

（土佐山田町史編纂委員会『土佐山田町史』土佐山田町教育委員会、1979年、1180頁）

## 人口
1912年刊行の『帝国地名辞典 上巻』によると、人口は1674。

## 交通

### 鉄道路線
日本国有鉄道の土讃線が村域を通過していたが、駅は所在しなかった。

## 出身有名人
- 森田茂 (政治家)